# Fluoreto de cromo(IV)

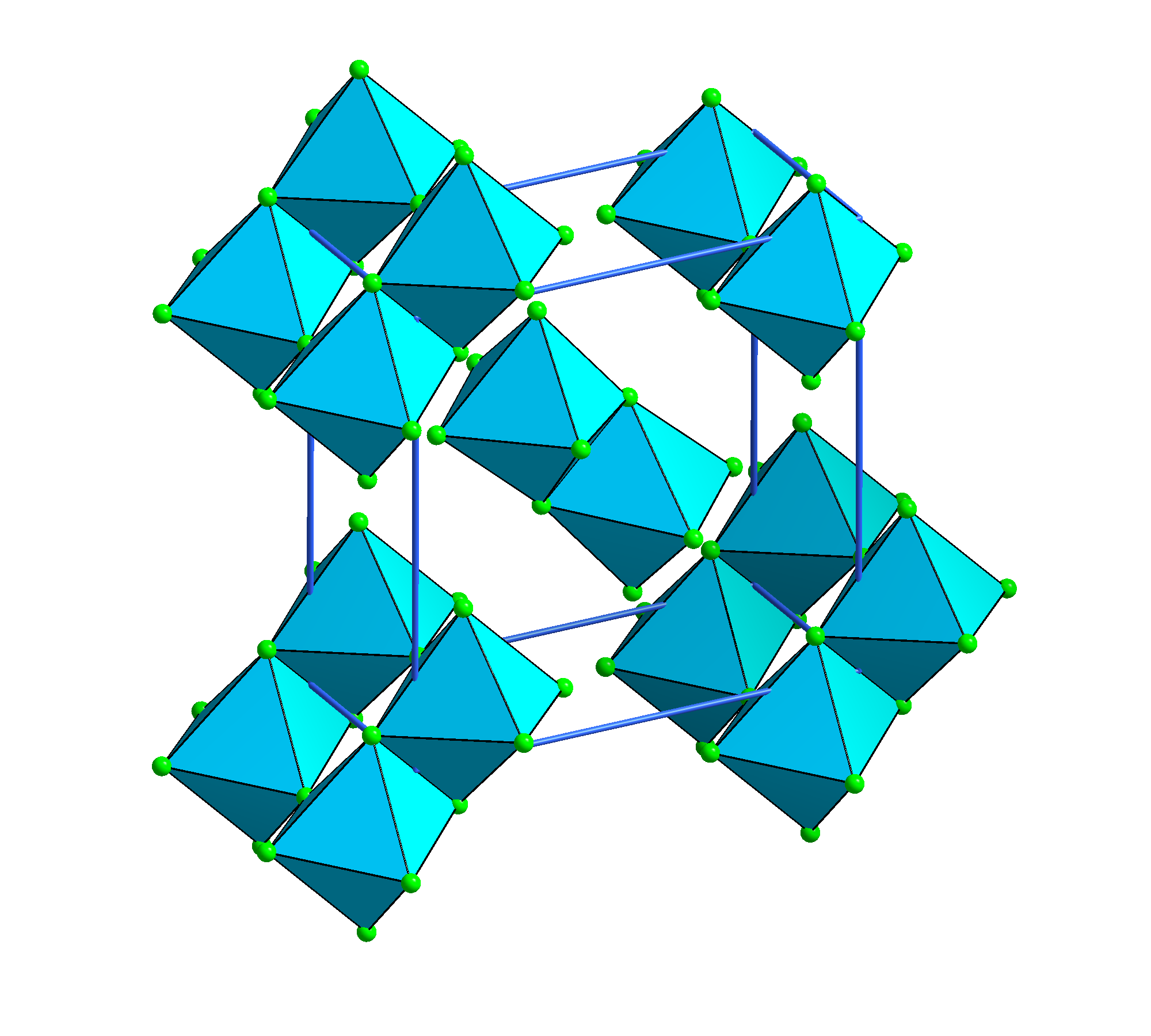
Fluoreto de cromo(IV)

Fluoreto de cromo(IV) é um composto inorgânico de fórmula química CrF4.